# L'Ordinateur des pompes funèbres
Pour les articles homonymes, voir Pompe (homonymie).
Pour plus de détails, voir Fiche technique et Distribution.
L'Ordinateur des pompes funèbres est un film italo-français réalisé par Gérard Pirès en 1976.
Cette histoire est tirée d'un roman de Walter Kempley, L'Ordinateur des pompes funèbres (Probability Factor).

## Synopsis
Un statisticien, Fred Malon (Jean-Louis Trintignant), exploite la base de données intégrant les circonstances de la mort des clients de son agence d'assurance, grâce à l'ordinateur de la compagnie pour laquelle il travaille. Il oriente alors la vie de ses proches dont il souhaite se débarrasser pour en augmenter les risques d'accidents mortels. Il commence par sa femme Gloria (Lea Massari), une véritable mégère qui ne cesse de l'accabler de reproches.
En parallèle, il vit une véritable histoire d'amour avec sa secrétaire Charlotte (Mireille Darc). Il découvre alors qu'il serait mieux avec Louise (Bernadette Lafont), l'épouse d'un de ses collègues de travail.

## Fiche technique
- Titre original : L'Ordinateur des pompes funèbres
- Titre italien : Caccia al montone
- Réalisation : Gérard Pirès, assisté de Michel Such
- Scénario : Jean-Patrick Manchette et Gérard Pirès, d'après le roman Probability Factor (1972) de Walter Kempley, traduit par France-Marie Watkins sous le titre L'Ordinateur des pompes funèbres dans la collection Série noire de Gallimard en 1973
- Compositeur : Claude Bolling
- Directeur de la photographie : Michael Seresin
- Genre : comédie
- Pays de production :  France,  Italie
- Format : couleur - Eastmancolor
- Durée : 75 minutes
- Date de sortie :
  - France : 7 avril 1976

## Distribution
- Jean-Louis Trintignant : Fred Malon
- Bernadette Lafont : Louise Delouette
- Lea Massari (VF : Judith Magre) : Gloria Malon
- Mireille Darc : Charlotte
- Claude Piéplu : Pierre Tournier
- Bernard Fresson : Pierre Delouette
- Claudia Marsani : Virginia
- Riccardo Salvino : Robert
- Béatrice Costantini : La secrétaire de Tournier
- Anémone : la secrétaire lors du 1er conseil de direction
- Jean Abeillé
- Michel Blanc : Choukroun
- Steve Gadler
- Claude Miller
- Jean Pozzi
- Jean-Luc Tardieu
- Évelyne Istria : la psychologue
- Coluche (non crédité) : le routier qui s'est fait voler son camion

## Autour du film
Dans une des scènes, Fred utilise une HP 65 (première calculatrice programmable à cartes magnétiques) pour calculer ses chances d'aboutir. Après 14 minutes, on peut assister à une véritable promotion du HP65, présent tout au long du film. Fred utilise sa calculatrice programmable et crée une carte magnétique "GLORIA" dans laquelle il enregistre des données personnelles sur les pratiques de sa femme : TV, BAINS. On voit plusieurs fois l'écran de la calculatrice où s'affichent des codes programmes. L'ordinateur dans son bureau est également un Hewlett-Packard.